# Nasu (sopka)
Nasu je název skupiny více stratovulkánů a lávových dómů, seřazených v severojižní řetězu, nacházející se na japonském ostrově Honšú. Komplex se začal formovat přibližně před 500000 lety zformovaním tří andezitových-dacitový stratovulkánů, a následně vývojem tří menších stratovulkánů (Asahi-dake, Futama-jama a Čausu-dake) s přestávkou přibližně 200000 let. Historicky aktivní centrum je Čausu-dake, jehož erupce jsou poměrně časté, ale menšího rozsahu. Větší freatické erupce mají frekvenci výskytu přibližně jednou za tisíc let (poslední v letech 1408 a 1410).

## Seznam vulkanických forem komplexu Nasu
- Stratovulkány
  - Asahi-dake
  - Futamata-jama
  - Kassel-Asahi-dake
  - Minami-Gassan
  - Nangecu-jama (1776 m)
  - Sanbonjari (1915 m)
- Lávové dómy
  - Čausu-dake (茶臼岳, 1915 m)